# Cheney (Washington)
Cheney (kiejtése: ˈtʃiːni) az Amerikai Egyesült Államok északnyugati részén, Washington állam Spokane megyéjében elhelyezkedő város. A 2010. évi népszámlálási adatok alapján 10 590 lakosa van.

## Történet
Az 1883. november 28-án városi rangot kapó Cheney nevét Benjamin Pierce Cheney-ről, az American Express jogelődjének alapítójáról kapta.
Cheney gazdasága az oktatáson és mezőgazdaságon alapul. 1858-ban a településtől nem messze zajlott a Four Lakes-i csata, amely a szpokén és más indián törzsek elleni utolsó támadás volt. A háborúk és a terület izoláltsága miatt telepesek először az 1860-as években jelentek meg itt. Az 1870-es évek végén a víz és a faanyagok könnyű hozzáférhetőségének, valamint egy vasútvonal megépítése ígéretének köszönhetően a helyi forrás körül többen is letelepedtek. A helység először a Section Thirteen, később a Willow Springs, a Depot Springs, majd a Northern Pacific Company igazgatója után a Billings nevet viselte, ezután keresztelték át Cheney-re.
Az 1815-ben a New Hampshire-i Hillsborough-ban született Benjamin P. Cheney egy kovács legidősebb fia. Cheney 16 évesen kocsivezető lett, később pedig Boston és Montréal között expresszvonalat indított. A férfi megalapította a United States and Canada Express Companyt, amely később az American Expressbe olvadt, ezzel Cheney lett az Amex többségi tulajdonosa. A róla elnevezett településen 1883. szeptember 18-án járt, amikor a keleti és nyugati irányú vasútvonalakat összekötötték. Később Cheney adományainak köszönhetően megalakult a Benjamin P. Cheney Akadémia, amely a vasúttársaság által biztosított 3,2 hektáros területen épült fel. 1880-ban a vasútvonal már keresztülhaladt a helységen, amely 1883-ban városi rangot kapott; az utcákat a vágányokkal párhuzamosan, háromszög formában jelölték ki. Mivel a vasútvonal nem pontosan kelet–nyugati irányú, az új városrész utcái jobban követik az eredeti tervek szerinti elrendezést.
A megyehatárokat érintő jogszabálymódosításokat követően megalakult Spokane megye; a megyeszékhely kiválasztását szavazással döntötték el. Ugyan Cheney kapott több voksot, az állítólagos szabálytalanságok miatt a választás Spokane Fallsra (a mai Spokane) esett. Később a bíróság újraszámlálást rendelt el, amelyet azonban nem sikerült véghez vinni. Amikor Spokane Falls lakóinak többsége egy gálaesten tartózkodott, a magukat „cheneyistáknak” nevező csoport tagjai betörtek a számvevői hivatalba, és a szavazatok megszámlálását követően az iratokat magukkal vitték. A „nagy lopás” eredményét egy 1881-es bírósági döntés is megerősítette.
1886-ban az addigra gyorsabb ütemben fejlődő Spokane Falls lett az új megyeszékhely; Cheney-ben ekkor alapították meg az állami normáliskolát (később Kelet-washingtoni Tanárképző Főiskola, ma Kelet-washingtoni Egyetem), amellyel a város elvesztett tekintélyét kívánták visszaszerezni. Washington 1889-es állammá válásakor az Enabling Act Cheney-t jelölte ki az egyik állami normáliskola helyszíneként, mivel itt már létezett egy hasonló intézmény (a Benjamin P. Cheney Akadémia).
A törvényhozók és kormányzók közti nézeteltérések miatt a következő 25 évben háromszor is megkérdőjelezték a normáliskola létjogosultságát, azonban a város a következő választásokig mindig képes volt kigazdálkodni a működési költségeket.

### A Four Lakes-i csata
A mai Cheney-től nem messze zajlott az 1858. szeptember 1-jei Four Lakes-i csata; a harc a Coeur d’Alane, szpokén, palúsz és északi paiute indiánok ellen vívott háború utolsó csatája volt. A harcok a jakima háborúval kezdődtek, amikor indián törzsek szárazföldi támadásokat indítottak a katonák ellen; erre válaszul a szpokén-Coeur d’Alane-palúsz háborúban Newman S. Clarke tábornok George Wright ezredes vezetésével csapatokat küldött az őslakosok ellen. Wright jól fegyverkezett katonái Kamiakin törzsfőnök csapatát négy nap alatt a mai Four Lakes-ig szorították vissza; az indiánok a harcok végén megadták magukat. A Wright ezredes által összehívott tanács vezette békekötésre 1858. szeptember 23-án került sor a Latah patak mentén; a háború végén az indiánokat rezervátumokba kényszerítették. Wright ezredes a harcok során egyetlen katonát sem vesztett. 1935-ben a Spokane County Pioneer Society a harcokra utaló emlékművet emelt, melynek információtartalma vitatott. Az emlékmű szerint Wright tábornok 500 katonája 7000 indiánnal csapott össze; azonban a történészek szerint az amerikai csapatok 500 katonájával és 200 hajcsárával szemben 500 őslakos csatázott. A háború után Kamiakin törzsfőnök Kanadába menekült. A Four Lakes-i csatát Spokane-síki csataként is említik, mivel a harcok a Spokane és Cheney közti síkságra is kiterjedtek.

## Éghajlat
| Hónap                         | Jan.  | Feb.  | Már.  | Ápr.  | Máj. | Jún. | Júl. | Aug. | Szep. | Okt.  | Nov.  | Dec.  | Év    |
| ----------------------------- | ----- | ----- | ----- | ----- | ---- | ---- | ---- | ---- | ----- | ----- | ----- | ----- | ----- |
| Rekord max. hőmérséklet (°C)  | 16,7  | 17,2  | 22,8  | 32,2  | 35,6 | 41,1 | 42,2 | 42,2 | 36,7  | 30,6  | 20,6  | 15,6  | 42,2  |
| Átlagos max. hőmérséklet (°C) | 1,1   | 4,4   | 9,4   | 13,9  | 19,4 | 23,3 | 28,3 | 28,3 | 22,8  | 14,4  | 5,6   | 0,0   | 14,3  |
| Átlagos min. hőmérséklet (°C) | −3,9  | −3,3  | 0,0   | 2,8   | 6,7  | 10,0 | 13,3 | 13,3 | 8,3   | 2,8   | −1,1  | −5,0  | 3,7   |
| Rekord min. hőmérséklet (°C)  | −34,4 | −31,1 | −23,3 | −10,0 | −4,4 | 0,6  | 2,8  | 1,7  | −5,6  | −13,9 | −29,4 | −31,7 | −34,4 |
| Átl. csapadékmennyiség (mm)   | 45    | 35    | 41    | 33    | 41   | 32   | 17   | 15   | 17    | 30    | 58    | 58    | 422   |
| Forrás: The Weather Channel   |       |       |       |       |      |      |      |      |       |       |       |       |       |

## Népesség
A 2010-es népszámláláskor a városnak 10 590 lakója, 3902 háztartása és 1669 családja volt. A népsűrűség 941,3 fő/km2. A lakóegységek száma 4183, sűrűségük 371,8 db/km2. A lakosok 81,7%-a fehér, 4%-a afroamerikai, 1,3%-a indián, 4%-a ázsiai, 0,4%-a a Csendes-óceáni szigetekről származik, 3,9%-a egyéb, 4,7%-a pedig kettő vagy több etnikumú. A spanyol vagy latino származásúak aránya 9,3% (7,3% mexikói, 0,4% Puerto Ricó-i,  1,7% egyéb spanyol vagy latino származású.)
A háztartások 21,7%-ában élt 18 évnél fiatalabb. 28% házas, 10,5% egyedülálló nő, 4,3% egyedülálló férfi, 57,2% pedig nem család. 30% egyedül élt; 6,1%-uk 65 éves vagy idősebb. Egy háztartásban átlagosan 2,3 személy élt; a családok átlagmérete 2,89 fő.
A medián életkor 22,3 év volt. A város lakóinak 14,7%-a 18 évesnél fiatalabb, 48,6% 18 és 24 év közötti, 17,8%-uk 25 és 44 év közötti, 12,4%-uk 45 és 64 év közötti, 6,7%-uk pedig 65 éves vagy idősebb. A lakosok 48,8%-a férfi, 51,2%-a pedig nő.

## Gazdaság
Cheney ma főleg Spokane alvóvárosa, a helyiek dolgozni és bevásárolni főleg a megyeszékhelyre járnak. A Kelet-washingtoni Egyetem hallgatóinak fele naponta ingázik a város és lakóhelye között. A város legnagyobb foglalkoztatói az egyetem, a tankerület és az önkormányzat; ezeket az egészségügy és a mezőgazdaság követi.
Mivel Cheney a megyeszékhelytől nem messze található, egyben annak alvóvárosa, Spokane-nel együtt ez a város is fejlődött, főleg az Interstate 90 csomópontjának környékén. A város az optikai hálózat kiépítésétől és a helyi ipari park létesítésétől várja a helyi ipar növekedését, emellett a történelmi belvárosból járdát építettek az egyetem felé. A helyi egyetem Washington állam leggyorsabban növekvő felsőoktatási intézménye; korábban számos épületet felújítottak és új kollégiumot is építettek.

## Kultúra

### Cheney Rodeo Days
A Cheney Rodeo Association által 1967 óta minden július második hétvégéjén megrendezett eseménysorozat három napig tart; ezalatt a város területén kívül megtartott rodeóversenyek mellett a belvárosban utcabált rendeznek, valamint a versenyek győztesei részt vehetnek a nemzeti rodeóversenyen is.}

### Termelői piac
A belvárosban július 1. és szeptember 14. között mindennap kinyit a termelői piac, ahol a helyben termesztett zöldségek és gyümölcsök mellett kézműves alkotások is vásárolhatóak. A piac célja a lakosok megismertetése a farmerekkel és a helyi termeléssel.

### Az állami levéltár keleti regionális telephelye
A Washington állam keleti megyéinek kormányszerveinek, önkormányzatainak, tankerületeinek és közműveinek dokumentumait gyűjtő levéltári telephely az egyetem épületében található. Az itt található gyűjteményből csak a legértékesebbeket rögzítik a levéltári adatbázisban. A legkorábbi anyagok Washington Territórium korából származnak.

## Parkok és pihenés
A városban jelenleg hét közpark működik, a jövőben pedig további kettő megnyitását tervezik. Cheney-ben több sportszervezet is található; ezek által úszásra, labdarúgásra és vadászatra van lehetőség, ezek mellett pedig fiúk és lányok számára is működik cserkészcsapat.

### Columbia Plateau Trail State Park
A Spokane, Portland and Seattle Railway 1908-as nyomvonalát követi a Columbia Plateau ösvény, amely Pasco, Richland és Kennewick városok irányába haladva a térség történelmét mutatja be. Az útvonal Cheney-től Lincoln megyéig járható be; közben a túrázás mellett kerékpározásra, lovaglásra, görkorcsolyázásra, madárlesre, síelésre és hótalp használatára is lehetőség van.
A több mint 50 éven át, dízelvontatással üzemelő vasútvonal Portlandet és Seattle-t kötötte volna össze, azonban a kapcsolat soha nem épült meg; egyes feltételezések szerint James Hill tulajdonos az összekötés tervét mindössze a riválisainak megtévesztésére használta. A vonal üzemeltetését később a Burlington Northern Company vette át, akik 1987-ben megszüntették azt; a nyomvonal 1991-ben került az állami parkfenntartó tulajdonába. Az ösvényen ma is láthatóak az egykori víztározók, csatornák és lakóházak maradványai; a Burr kanyon felett 1908-ban épült hidat ma a történelmi helyek jegyzékében listázzák.

### Turnbull National Wildlife Refuge
A Turnbull tájvédelmi körzet Franklin D. Roosevelt 1937-es rendelete nyomán jött létre. A Cheney-től tíz kilométerre délre, a Columbia-medence szélén lévő területet a legutóbbi jégkorszak idején keletkezett. A hatvanöt négyzetkilométer kiterjedésű körzetet elsősorban a költöző madarak érdekében hozták létre. A terület a vulkáni és glaciális tevékenység, továbbá a földtörténet eddigi legnagyobb áradása miatt a többi rezervátumtól eltérő élővilággal rendelkezik: a bazaltsziklák, kanyonok és sárgafenyő-erdők a vadaknak jó élőhelyet biztosítanak: a területen a jávorszarvasok és rénszarvasok nagy populációja él.

## Infrastruktúra

### Oktatás

#### Cheney-i Tankerület
Az 1887-ben alapított tankerület első igazgatója William J. Sutton volt. 1960-ban ez az iskolakerület volt Washington állam legnagyobbika. A hivatal 2012-ig az eredetileg a Cheney High School számára készült épületben működött, majd átköltözött a korábban a Fairchild légibázis védelmére kijelölt területre.
A tankerület fennhatósága alá egy gimnázium (Cheney High School), egy alternatív gimnázium (Cheney Alternative High School), két középiskola (Cheney és Westwood Middle School), valamint öt általános iskola (Betz, Salvane, Snowdon, Sunset és Windsor Elementary School) tartozik.

#### Kelet-washingtoni Egyetem
Az eredetileg a Benjamin P. Cheney Akadémia nevet viselő intézményt a Benjamin Pierce Cheney által nyújtott tízezer dolláros támogatásból alapították. Az iskola nevét 1889-ben Cheney-i Állami Normáliskolára, 1937-ben pedig Kelet-washingtoni Tanárképző Főiskolára változtatták.
A kampuszon két nagyobb tűz (1891-ben és 1912-ben) volt, ezekben az intézmény szinte teljesen megsemmisült, de mindkétszer újjáépítették.
A második világháborút követően növekedésnek indult egyetem az Eastern Washington State College nevet vette fel, majd a számos új szaknak köszönhetően a törvényhozástól 1977-ben kapta meg mai nevét.
1992-ben a kampusz központi része Washington State Normal School at Cheney Historic District néven bekerült a Történelmi Helyek Nemzeti Jegyzékébe.
Az intézmény több mint száz szakterülettel foglalkozik; ebbe tíz mesterszak, hét diplomás továbbképzési program, 55 szakképzés, és fizioterápiás doktori program tartozik, továbbá az everetti és vancouveri kampuszokon szociális, a kenti létesítményben pedig oktatási szakon szerezhető mesterdiploma. A spokane-i telephelyen képzőművészeti, interdiszciplináris, család- és gyermeksegítő, kommunikációs, újságírói, alkohol- és drogkutatói, valamint oktatási tanácsadói és fejlődéspszichológiai szakterületeken lehet szakképesítést, továbbá a szociális szakon részképesítést szerezni.
A Carnegie Alapítvány az Oktatás Fejlesztéséért az intézményt az inkluzív kategóriába sorolta, mivel a 2010-ben felvételizettek 82%-át fel is vették; az ebben az évben jelentkezőt SAT pontszáma 970, középiskolai átlaguk 3,17. A 2010-ben felvételizők 86%-a washingtoni.
A Consumers Digest az egyetemet az USA 50 legértékesebb intézménye közé sorolta, továbbá az intézmény többször szerepelt „A való világ 201 legjobb főiskolája” kiadványban is.

#### Könyvtárak
A településen két könyvtár működik. A Cheney-i Közösségi Könyvtár a megyei könyvtár részeként üzemel; a tíz embert foglalkoztató intézményben négyszázezer elem található. A 42 alkalmazottal működő John F. Kennedy Könyvtár a Kelet-washingtoni Egyetem kutatókönyvtára, ahol főleg tankönyvek és a hallgatók előrehaladását segítő anyagok találhatóak.

### Egészségügy
A városban négy orvosi és négy fogorvosi rendelő található; a súlyosabb eseteket a spokane-i kórházak látják el.

### Közösségi közlekedés
Cheney autóbuszvonalait a Spokane Transit Authority üzemelteti; az Airway Heights és Spokane felé közlekedő négy vonal mellett három, az egyetemet kiszolgáló expresszjárat is működik.

## Önkormányzat
Cheney-ben négy évente tartanak önkormányzati választásokat, ahol a polgármester mellett a hét tagú képviselőtestület tagjairól is döntenek.
A testület két hetente ülésezik. Az önkormányzaton négy bizottság működik: a városképért, a parkokért, a fiatalokért és a történelmi helyek megőrzéséért felelősek.

## Híres személyek
- Clarence D. Martin – Washington állam egykori kormányzója[36]
- Dallas Peck – geológus[37]
- Launi Meili – olimpikon céllövő[38]
- Linda Johns – író[39]
- Michael P. Anderson – a Columbia űrrepülőgép küldetésén részt vevő asztronauta[40]
- Steve Emtman – több NFL-csapat defensive endje és defensive tackle-je[41]
- Todd McFarlane – képregényrajzoló[42]

## Fordítás
Ez a szócikk részben vagy egészben  a   Cheney, Washington című angol Wikipédia-szócikk ezen változatának fordításán alapul.  Az eredeti cikk szerkesztőit annak laptörténete sorolja fel. Ez a jelzés csupán a megfogalmazás eredetét és a szerzői jogokat jelzi, nem szolgál a cikkben szereplő információk forrásmegjelöléseként.